# Кравченко, Михаил Степанович
Михаил Степанович Кравченко (укр. Михайло Степанович Кравченко; 1858, Сорочинцы — 21 или 22 апреля 1917, там же) — украинский кобзарь.

## Биография
Родился в 1858 году в Сорочинцах.
В 14 лет ослеп. С 17 лет начал овладевать кобзарским искусством, сначала учился у миргородского кобзаря С. Яшного, затем у Ф. Холодного.
После смерти жены остался с тремя детьми. Женился во второй раз. Чтобы содержать семью, зарабатывал не только кобзарством, но и плетением шнуров. С кобзой обошел почти всю левобережную Украину. 
В его репертуаре были народные думы — «Три брата самарских», «Побег трех братьев из города Азова», «Невольники на турецкой каторге», «Плач невольников», «Бедная вдова и три сына», «Маруся Богуславка», исторические песни «Про Савву Чалого»), шуточные и плясовые песни, псальмы. В феврале 1902 года А. Сластион записал от него думы, которые напечатал в мае того же года вместе со статьей о нём самом, а также организовал (за счет Русского географического общества) его поездку на выставку кустарного производства в Санкт-Петербург. В августе 1902 года вместе с другими кобзарями выступал на 12-м Археологическом съезде в Харькове. Затем выступал в Екатеринославе, Одессе, Ялте. В 1903 году думы от него записывала на фонографе Е. Линева (записи хранятся в Пушкинском доме в Санкт-Петербурге), в 1904 году его записывал кобзарь В. Шевченко (записи хранятся в Институте искусствоведения, фольклористики и этнологии имени М. Ф. Рыльского НАН Украины). В 1905 году он был свидетелем крестьянского восстания в Сорочинцах и его подавления. Сочинил о тех событиях две думы. Во время одного из его путешествий с ним познакомился В. Г. Короленко и записал от него одну из этих дум — «Черное воскресенье в Сорочинцах». Другую его думу — «О сорочинских событиях 1905 года» — записал А. Сластион. В 1908 году думы от него записывал Ф. Колесса. В 1911 году выступал в Москве и на концерте памяти Т. Г. Шевченко в Киеве. При участии кобзарей Т. Пархоменко и П. Древченко составил думу «Как на славной Украине кобзари-лирники проживали» о бесправном положении кобзарей и лирников, преследовании их полицией.
Скончался 21 или 22 апреля 1917 года в родном селе.
Его ученики — кобзари Ф. Кушнерик, П. Гузь.
А. Сластион нарисовал пять портретов Кравченко, М. Рыльский посвятил ему стихотворение «Кравченко у Короленко». В 1979 году в Сорочинцах ему был установлен памятник.